# Aleurocanthus woglumi
Aleurocanthus woglumi är en insektsart som beskrevs av Edwin Ashby 1915. Aleurocanthus woglumi ingår i släktet Aleurocanthus och familjen mjöllöss. Inga underarter finns listade i Catalogue of Life.

## Bildgalleri

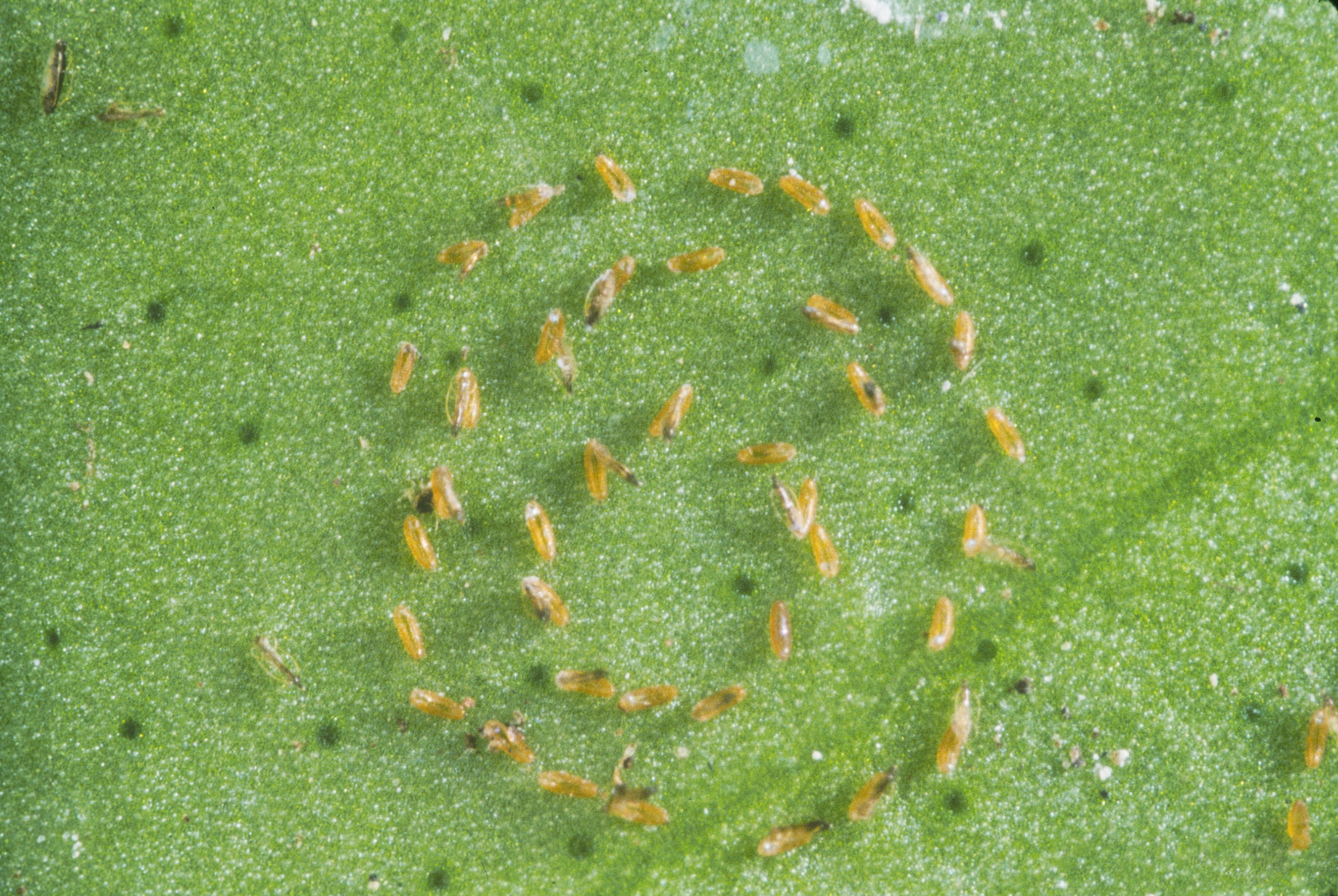
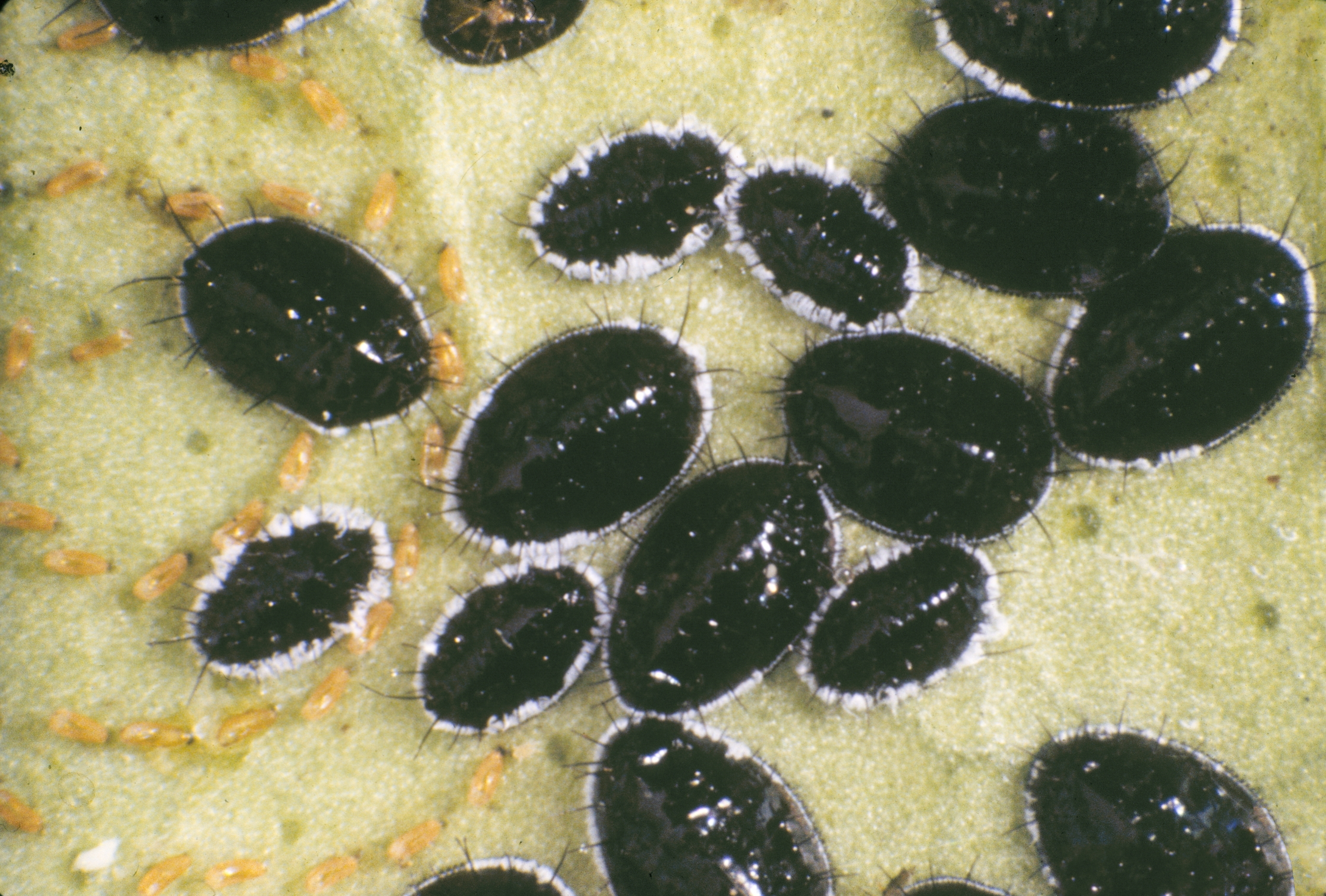
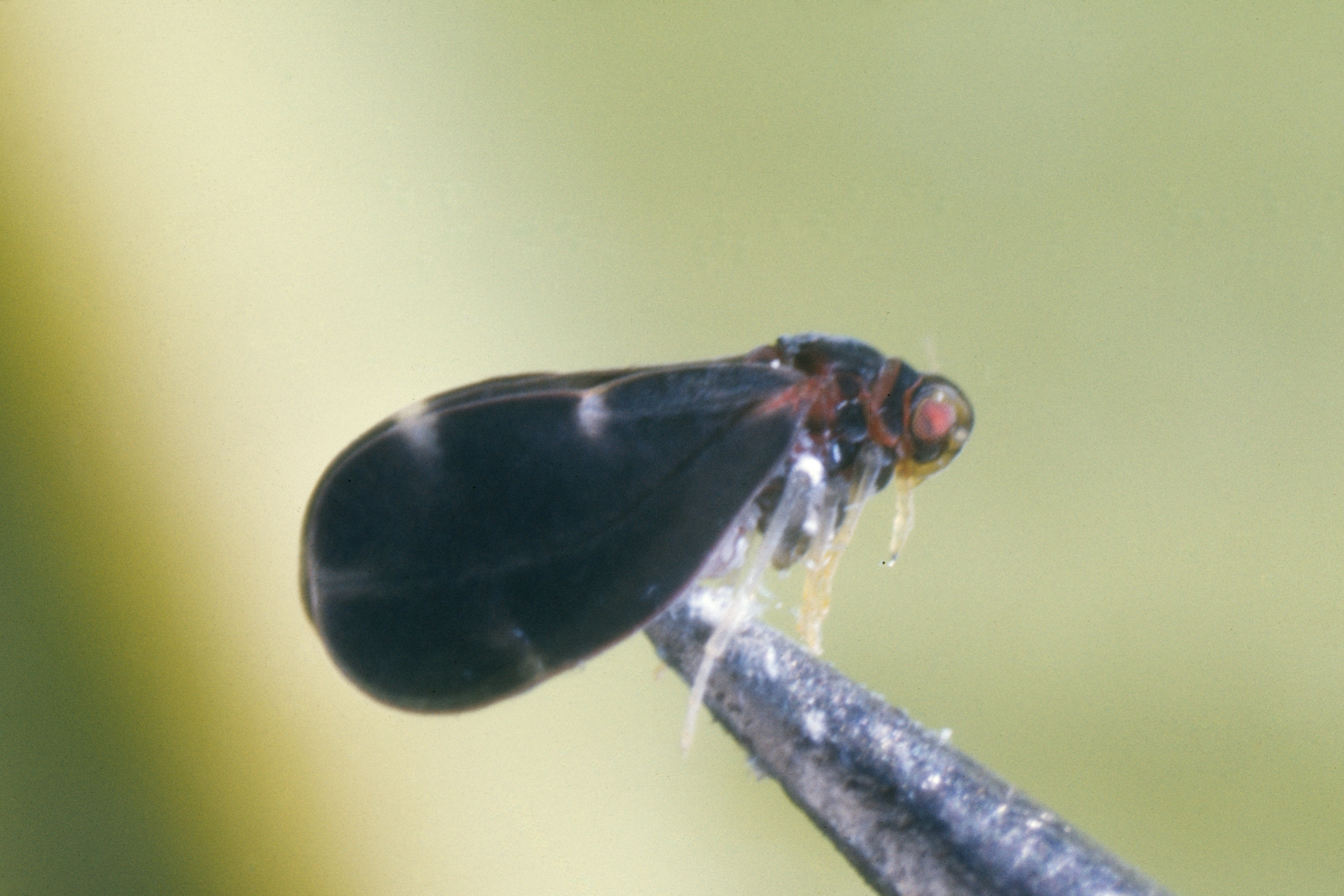
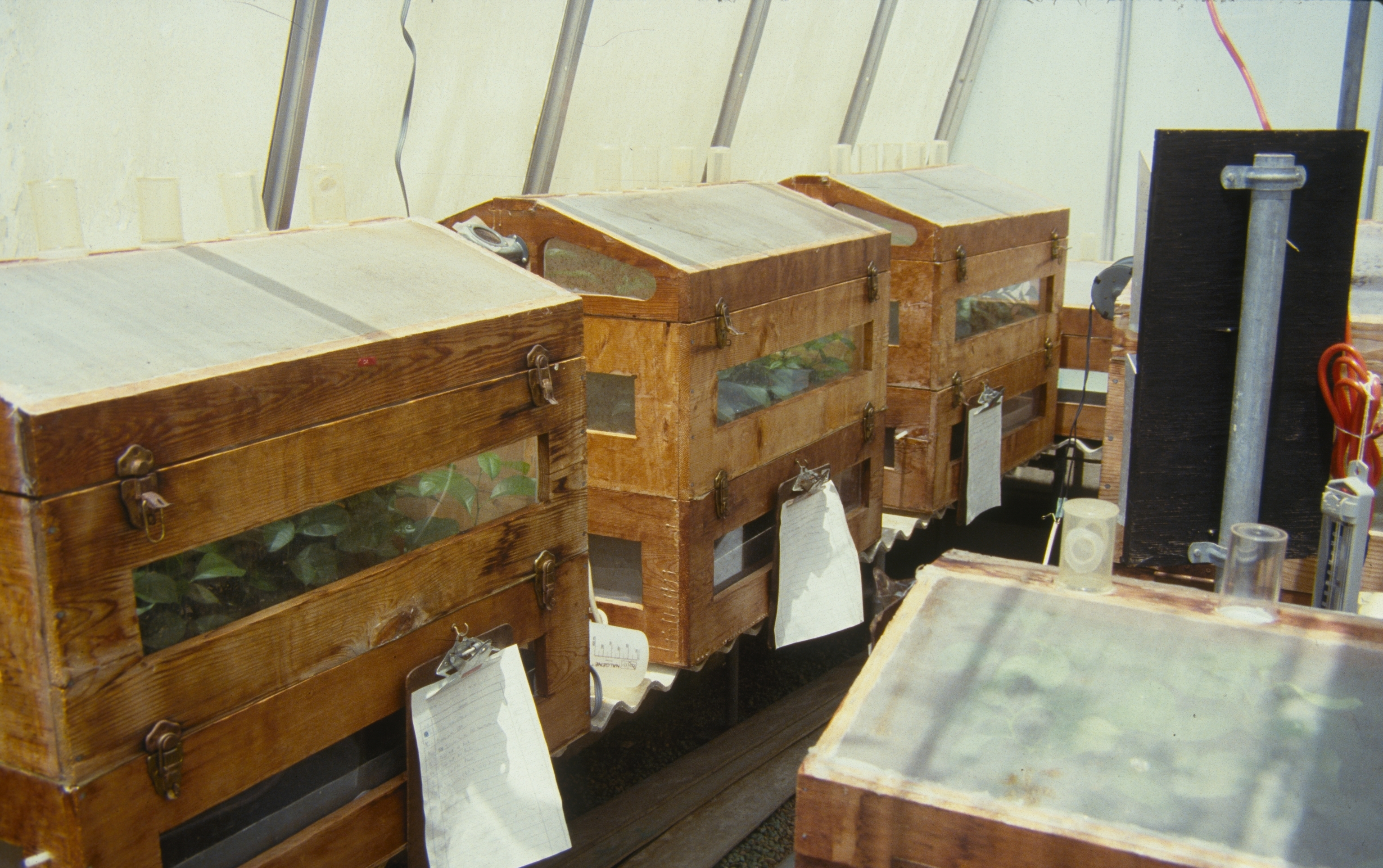